# Deiningen
Deiningen è un comune tedesco di 2 059 abitanti, situato nel land della Baviera.